# Imre Rapp
Imre Rapp (ur. 15 września 1937 w Dunaföldvárze, zm. 3 czerwca 2015 w Peczu) – piłkarz węgierski grający na pozycji bramkarza. W swojej karierze rozegrał 1 mecz w reprezentacji Węgier.

## Kariera klubowa
Swoją karierę piłkarską Rapp rozpoczynał w klubie Kaposvári Kinizsi. W sezonie 1957/1958 zadebiutował w nim w drugiej lidze. W 1959 roku odszedł do Tatabányai Bányász i w klubie tym występował do końca 1964 roku. W 1965 roku ponownie zmienił zespół i został piłkarzem Pécsi MSC. Barw Pécsi MSC bronił do końca sezonu 1974/1975. W sezonie 1975/1976 grał w Kaposvári Rákóczi, w którym zakończył swoją karierę.

## Kariera reprezentacyjna
Swój jedyny mecz w reprezentacji Węgier Rapp rozegrał 21 listopada 1973 roku przeciwko Niemieckiej Republice Demokratycznej. Wcześniej, w 1972 roku, był w kadrze Węgier na Euro 72, na którym pełnił rolę dublera dla Istvána Gécziego. W 1972 roku zdobył też srebrny medal na Igrzyskach w Monachium.
| Mecze i gole w reprezentacji | Mecze i gole w reprezentacji | Mecze i gole w reprezentacji | Mecze i gole w reprezentacji | Mecze i gole w reprezentacji | Mecze i gole w reprezentacji | Mecze i gole w reprezentacji |
| #                            | Data                         | Stadion                      | Rywal                        | Wynik                        | Gol                          | Rozgrywki                    |
| ---------------------------- | ---------------------------- | ---------------------------- | ---------------------------- | ---------------------------- | ---------------------------- | ---------------------------- |
| 1.                           | 21.11.1973                   | Budapeszt, Węgry             | NRD                          | 0:1                          | 0                            | towarzyski                   |